# 馮冠
馮冠（1479年—？），字正伯，號南濱，懷遠衛軍籍，直隸蘇州府常熟縣人，明朝政治人物。

## 生平
馮冠少年時患老鼠瘡，有僧人以貓肉配藥，服完後有數十塊像老鼠模樣的肉塊從創口中脫落，遂病癒。善彈琵琶，奏金元兩朝的曲子。正德五年（1510年）庚午科應天鄉試第一百二十三名舉人，嘉靖二年（1523年）中式癸未科會試第二百四十五名，二甲第二十二名進士。授鄧州知州，與御史不合，自劾不任，改國子監博士，遷工部主事，參與督修啟祥宮，獲賜白金文綺，升郎中，出為衡州府知府，卒於官。

## 家族
曾祖馮達；祖父馮順，封監察御史；父馮玘，福建按察司副使，進階亞中大夫。母李氏（封孺人）。具慶下。弟馮罙。